# Onthophagus punthari
Onthophagus punthari es una especie de insecto del género Onthophagus, familia Scarabaeidae, orden Coleoptera.

Fue descrita científicamente por Storey en 1977.